# 漫畫店
漫畫店是專門售賣或出租漫畫的商店，有些會兼售漫畫的周邊商品，有些附設座位供人於店內打書釘，有些還會提供飲料、小吃等，稱為漫畫茶室或漫畫喫茶。
漫畫一直有一群固定地消費族群支持，漫畫店的投資成本低而收入相對穩定，目前漫畫店大都以連鎖方式並使用電腦管理，開店不需要特殊背景條件，所以開漫畫店深受特別是年青及資金短少的創業者的喜愛，因此漫畫店的開設彼此之間競爭相當激烈。
近年來租書店成長快速，除了老字號的加盟店外，新興加盟體系紛紛打出免加盟金、投資金額低等多項優惠，在短時間搶佔租書業市場。現在加盟體系或新開漫畫店都是複合式經營產品，相當多有雜誌、期刊、寫真集、小飾品、海報、偶像商品、光碟片、簡餐、網咖、飲料吧、撞球等等。

## 相關
- 影碟出租店